# Esther Leist-Stein
Esther Leist-Stein (* 26. Juni 1926 in Berlin; † 27. April 2019 in Biel) war eine Schweizer Kunstmalerin und Illustratorin.

## Leben
Esther Leist-Stein wurde als Tochter der deutschen Kunstmalerin Sonja Falk und des Schweizer Architekten Theodor Stein in Berlin geboren. 1935 übersiedelte die Familie nach Bern. Esther Leist-Stein besuchte die Kunstgewerbeschule Bern und schloss mit dem Zeichenlehrerpatent ab. 1949 gestaltete sie das Bühnenbild für das Kunstmärchen Der standhafte Zinnsoldat, das am Konservatorium Bern gespielt wurde. Nach der Heirat mit dem Zeichenlehrer und Künstler Jörg Leist studierte Esther Leist-Stein an der Académie de la Grande Chaumière in Paris. Es folgten längere Aufenthalte in Paris, Le Havre und Amsterdam. Esther Leist-Stein erhielt in den Jahren 1957 und 1958 ein Eidgenössisches Kunststipendium.
Esther Leist-Stein arbeitete bis Mitte der 1950er-Jahre an Stoffdruck und Stoffmalereien, später an expressiven Federzeichnungen, Buchillustrationen, darunter mehrere in Zusammenarbeit mit Hans Rudolf Hilty, sowie an Linolschnitten. Die Zeichnungen des 1968 erschienen Lesebuchs Du bist dran, das im Kanton Bern für den Unterricht im ersten Schuljahr benutzt wurde, stammten von Esther Leist-Stein. Sie gestaltete Wandbilder in mehreren Schulhäusern und nahm an Gruppenausstellungen im In- und Ausland teil.

## Werke (Auswahl)
- Wandbilder Erziehungsheim Kehrsatz
- Wandbild Schulhaus Bärlet in Brügg
- Wandbild Schulhaus Linde in Biel
- Wandbild Schulhaus Ziegelried in Schüpfen
- Illustrationen für Hans Rudolf Hilty: Daß die Erde uns leicht sei. Sins, Borgis Verlag, 1959.
- Illustrationen für Hans Rudolf Hilty: Hortulus. Illustrierte Zweimonatsschrift für neue Dichtung. Hrsg.: Hans Rudolf Hilty. Hefte 39 und 45. Tschudi-Verlag, St. Gallen 1960.
- Illustrationen für Dora Bählery: Du bist dran. Lesebuch für das erste Schuljahr. Staatlicher Lehrmittelverlag Bern, 1968.